# Ramsey Ann Naito
Ramsey Ann Naito é um produtor de filmes animados estadunidense. Foi indicado ao Oscar de melhor filme de animação na edição de 2018 pelo trabalho na obra The Boss Baby.

## Filmografia
- 2017: The Boss Baby
- 2011: Level Up
- 2010: Firebreather
- 2009: Ben 10: Alien Swarm
- 2009: Scooby-Doo! The Mystery Begins
- 2007: Ben 10: Race Against Time
- 2006: Re-Animated
- 2004: The SpongeBob SquarePants Movie